# بوكيه صو

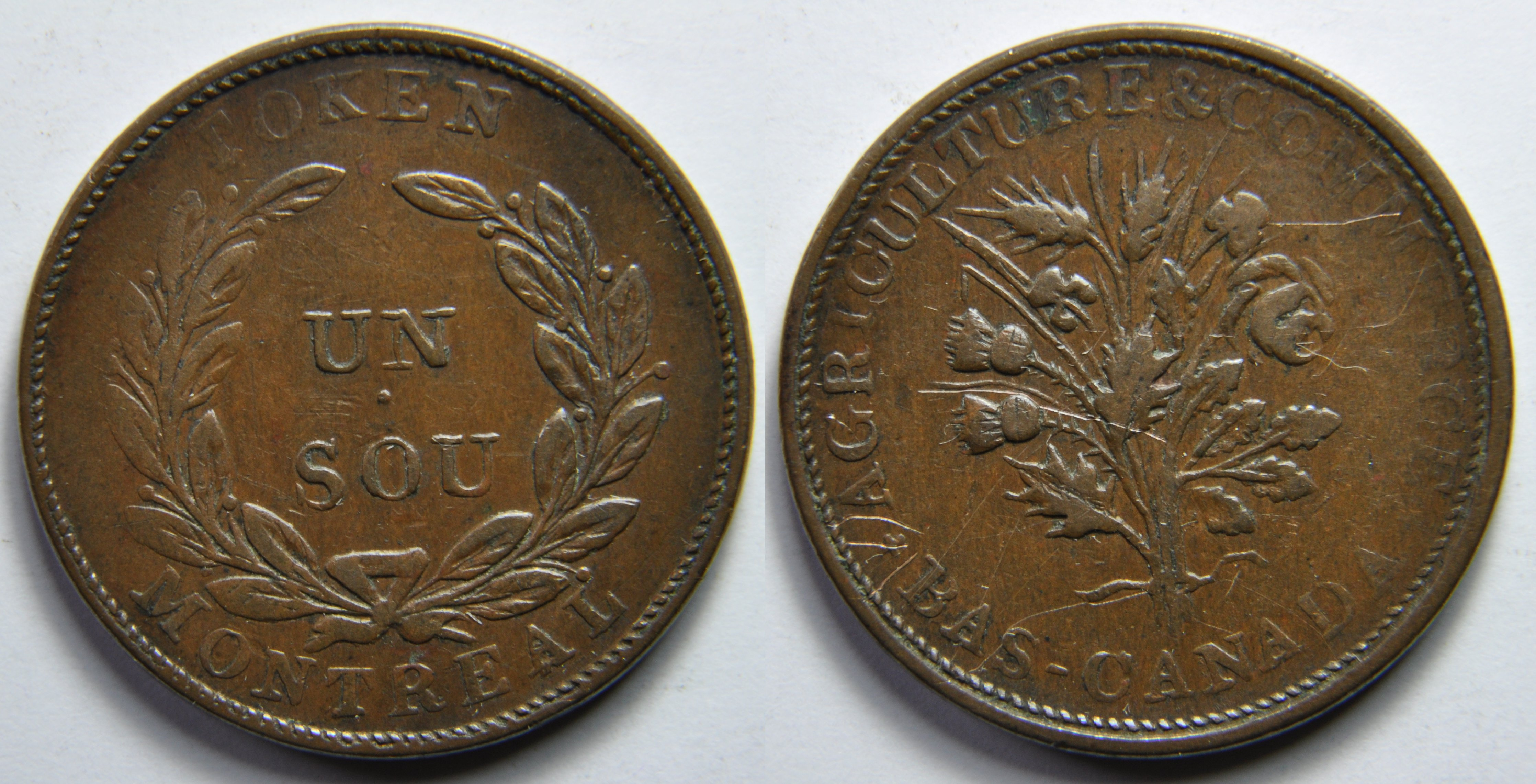
صورة الوجه والظهر لعملة "بوكي صو" الرمزية النموذجية، حيث يظهر أحد الجانبين إكليلًا من الزهور و"Token Montreal" وقيمته والجانب الآخر مجموعة من الزهور الشعارية محاطة بكلمات "Agriculture & Commerce" و"Bas-Canada".

كانت البوكيه صو عبارة عن سلسلة من الرموز التي أنشأت للاستخدام في المقام الأول داخل كندا السفلى في منتصف إلى أواخر ثلاثينيات القرن التاسع عشر. وتعادل قيمة "باقة الصو" تقريبًا نصف بنس وقد سُميت بهذا الاسم لأنها كانت تعرض مجموعة من الزهور الشعارية مربوطة معًا بشريط على وجهها الأمامي. وكانت مجموعة الزهور محاطة بإحدى الأساطير العديدة والتي قد تقول "التجارة والزراعة / كندا السفلى" أو "الزراعة والتجارة / كندا السفلى" أو بعض المتغيرات من هذه التي قد تحل أيضًا محل اسم البنك المصدر. كان الجانب الآخر يحمل عادةً فئة "un sou" محاطًا بإكليل من الزهور وكلمات "Bank Token" و"Montreal". هناك مجموعة كبيرة ومتنوعة من هذه الرموز وتتميز في المقام الأول بعدد وتنوع الزهور التي تظهر في "الباقة" إلى جانب الاختلافات في النقوش التي ظهرت على جانبي الرمز. أصدرتها في البداية بنوك كندا السفلى، وقلدها لاحقًا المضاربين الذين أنتجوا رموزًا تشبهها في المظهر لكنها كانت أقل من وزنها بالنسبة لفئتها. تدوولت هذه العملات المعدنية أيضًا في كندا العليا، كما تشهد على ذلك إحدى الحفريات الأثرية على الأقل. أنتجت أعداد كبيرة من هذه الرموز ويمكن الحصول على العديد من الأمثلة بسهولة مقابل بضعة دولارات كندية فقط، مع أن بعض الأصناف النادرة يمكن أن تحقق أسعارًا أعلى بكثير.

## التاريخ

### الباقة الأولى لصوس

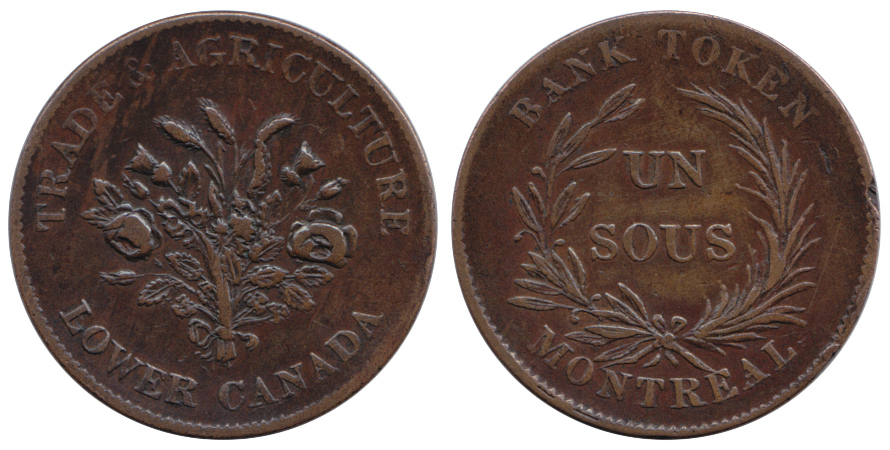
كلا الجانبين من أول عملة "باقة صغيرة" (بريتون 713، LC-2)، صدرت في عام 1835. تتضمن هذه النسخة تهجئة خاطئة لكلمة "sou" والتي جمعت هنا إلى "sous".

في كل من كندا السفلى والعليا في أوائل القرن التاسع عشر كان هناك القليل من العملات المتداولة وكان التجار يكافحون لاستخدام العملات المتاحة التي جاءت في مجموعة متنوعة من الفئات من العديد من البلدان بما في ذلك إنجلترا والولايات المتحدة والمكسيك. ولعلاج هذا الوضع أصدر بنك مونتريال أول باقة من العملات المعدنية في يوليو 1835. وسكت في ولاية نيويورك وصنع حوالي 500000 قطعة منها. كما كانت الباقة الأولى هذه تحمل تصميم زهري يتكون من نبات البرسيم والورود والشوك وسنابل القمح، محاطة بنقش يقول "التجارة والمتاجرة/ كندا السفلى". يصور الوجه الخلفي العملة باسم "Un Sous" محاطًا بإكليل الغار والأسطورة "Bank Token Montreal". تمثل الزهور والأوراق المستخدمة على الوجه الأمامي الشعوب المهاجرة في كندا السفلى، ويمثل نبات الشامروك أيرلندا والوردة إنجلترا والشوك رمزًا لاسكتلندا والقمح يمثل المحصول الأساسي في كيبيك. كان نقش الفئة خاطئًا حيث كان ينبغي أن يُقرأ في الفرنسية "Un Sou" باستخدام الشكل المفرد لـ"sou"، ويُعتقد أن القوالب لهذا التصميم الأولي قد نقشها صانع قوالب غير متقن للغة الفرنسية. وتضمنت الدفعة التالية من هذه الرموز التي أصدرها بنك مونتريال اسم البنك بدلاً من "رمز بنك مونتريال"، ويُعتقد أن النقش الأصلي المجهول قد استُخدم لأن البنك لم يتلق بعد إذنًا رسميًا من الحكومة الإقليمية لإصدار الرموز والذي جاء في العام التالي.

### سلسلة بيلفيل

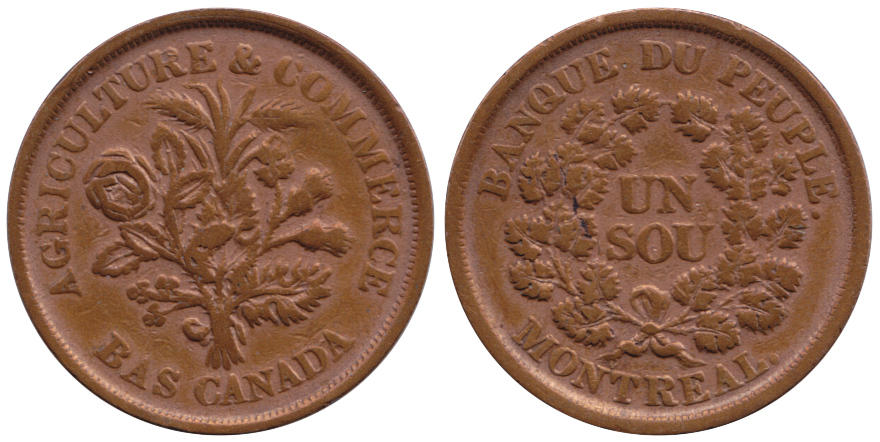
باقة سكت في بيلفيل في عام 1838.

وبينما كانت بنوك مونتريال تصدر عملات معدنية ذات وزن مناسب لفئتها، بدأ المضاربون في استيراد عملات ذات تصميم مماثل ولكن بوزن أقل قليلاً، وبالتالي الاستفادة من الفرق في القيمة الاسمية من تكلفة صنع العملة المعدنية. قام سمسار البورصة دكستر تشابين باستيراد كمية كبيرة من العملات المعدنية التي تم سكها في بيلفيل، نيو جيرسي . تم إنشاء ما لا يقل عن 13 من هذه الباقة الصادرة عن بيلفيل بواسطة هذه الدار ثم تم استيرادها إلى كندا السفلى. صدرت الإصدارات الأولية من قوالب مقطوعة بواسطة جون جيبس من دار سك العملة في بيلفيل.

### "تمرد صو"

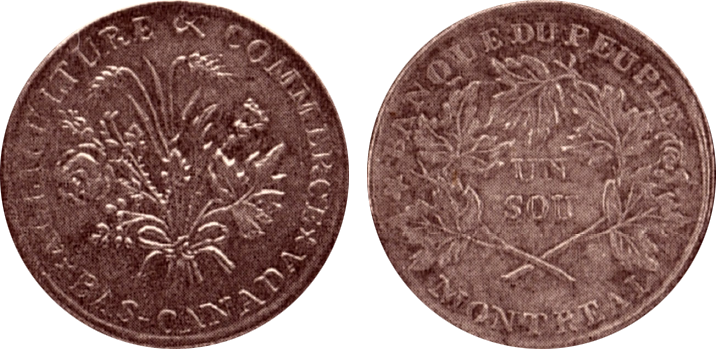
مثال على عملة بوكيه صو التي يعود تاريخها إلى عام 1837 (عام تمرد كندا السفلى) والتي تسمى "تمرد صو" (بريتون 716، LC-4) لأنها تحتوي على نجمة وغطاء حرية في تصميمها.

في 23-24 أكتوبر 1837 عقدت جمعية المقاطعات الست (الفرنسية: Assemblée des six-comtés) في سانت تشارلز كندا السفلى. وكان تجمعاً لزعماء الوطنيين وحوالي 6000 من أتباعهم احتجاجًا على قرارات راسل. وكان ذلك بمثابة مقدمة لثورة كندا السفلى عام 1837. في هذا الاجتماع تم اقتراح مقاطعة جميع السلع المنتجة في إنجلترا إلى جانب استخدام العملات البريطانية. ونتيجة لذلك أصبحت باقة "صوس" شائعة داخل المقاطعة وأصبحت تُعرف باسم "صوس دي باتريوت".
في عام 1837 أنشئ قالب جديد لبطاقة باقة أنتجت مع نقش لا بانك دي بابل. صممها النقاش جوزيف أرنو من مونتريال يتضمن الوجه الخلفي رمزين للحرية: نجمة على اليسار وقبعة فريجية على اليمين. كان النجم رمزًا شائعًا في العملات الأمريكية المعاصرة وربما كان يشير إلى الرغبة في الانضمام إلى الاتحاد، وكان الغطاء المعروف أيضًا باسم "غطاء الحرية" يمثل الحرية من الحكم البريطاني. عثر على مخطوطة في الأرشيف الوطني الكندي تزعم أن هذه الرمزية صدرت في سانت تشارلز في اليوم الأول من جمعية المقاطعات الست. نظرًا لأنه أصدر في نفس العام الذي شهد تمرد كندا السفلى اللاحق فقد أصبح يُعرف باسم "تمرد الجنوب". وقد زُعم أن هذه الرموز قدمها موظف في البنك كان عضوًا في سوستي دي في دو لا ليبغتي وهو جناح مسلح لجمعية المقاطعات الست أو قدمها شخص في البنك متعاطف مع قضيتهم. وقد أصبح جميع مديري البنك موضع شك كونهم متمردين وصدرت أوامر اعتقال في وقت لاحق بحقهم.

### سلسلة برمنغهام
مع تزايد شعبية عملة الباقة في كندا السفلى بدأ المزيد من المضاربين المجهولين في استيراد عملات جديدة من برمنغهام بإنجلترا، من دار سك العملة التي صممت عملة الباقة الأصلية لبنك مونتريال. تميل هذه الباقات إلى أن تحمل النقش "كندا السفلى" مع أن إصدار واحد على الأقل يستخدم المعادل الإنجليزي "كندا السفلى".

### إصدارات مونتريال
مع استمرار نمو الطلب على سوق الباقة سكت أصناف إضافية داخل مونتريال. وقد اختلفت هذه الأصناف بدرجة كبيرة من حيث الجودة والحجم والوزن. جميع نقوش هذه الرموز باللغة الفرنسية.

### الاستبدال والسداد
وصلت العديد من الإصدارات غير الرسمية والناقصة الوزن من باقة السوق إلى نقطة حرجة وتوقفت البنوك في كندا السفلى عن قبولها. ولاستبدال باقة الصوس بدأت بنوك مونتريال في إصدار نصف بنسات وبنسات فيما أصبح يُعرف بتصميم رمز هابتنت. وأعلن مرسوم صدر في يونيو 1838 أن العطاء القانوني الوحيد الذي سيقبل في كندا السفلى هو العملات النحاسية الصادرة عن المملكة المتحدة والسنوات الأمريكية ورموز "هابتنت" الجديدة التي أصدرها البنك. عندما عادت عملات الباقة إلى البنوك استبدلت بالعملة الجديدة، ومن الواضح أن عملات الباقة القديمة وجدت وجودًا جديدًا في كندا العليا حيث شحنت فلم يكن الأمر ينطبق هناك.

## دراسة العملات
وصفت سلسلة العملات هذه لأول مرة في الأدبيات النقدية بواسطة عالم العملات الكندي المبكر آر دبليو ماكلاشلان في كتابه علم العملات الكندي الذي نُشر عام 1886. أطلق على العملات المعدنية اسم سلسلة "un sou" وكان أول من وصف خلفيتها وخصائصها ووصف تصنيعها بشكل شامل حيثما كان معروفًا. وقد وصف أكثر من 40 نوعًا من الرموز ورتب الأنواع الرئيسية في تسع مجموعات مختلفة، مرتبة حسب تشابه تصميمها ومن يُعتقد أنه أنشأها. لقد لاحظ الاختلافات الرئيسية في نوع وعدد الزهور الشعارية المستخدمة على الوجه الآخر، والاختلافات في الأساطير المستخدمة وشكل الشريط المستخدم لربط الباقة.
جاء اسم "باقة صغيرة" لوصف هذه الرموز من عالم العملات الكندي بيير نابليون بريتون الذي صور العديد من الأصناف في كتابه "التاريخ المصوَّر للعملات والرموز المتعلقة بكندا" والذي نُشر في الأصل عام 1890. في نظام الترقيم البريتوني الخاص به لهذه الرموز فإنها تتراوح من 670 إلى 716 بإجمالي 46 نوعًا رئيسيًا. اتبع بريتون تقريبًا ترتيب الرموز كما هو موضح في كتاب ماكلاتشلان السابق، والذي انتهى به الأمر إلى ظهور العديد من الرموز المنتجة لاحقًا في وقت سابق في نظام الترقيم الخاص به، وتلك التي أنتجت أولاً في النهاية. تتميز رسوم بريتون بالتفاصيل الدقيقة ولا تزال بعض المنشورات الحديثة تستخدمها (بدلاً من استخدام صور الرموز) لمساعدة هواة الجمع على التمييز بين العديد من الأصناف. قام بريتون بفرز باقة الزهور حسب عدد الأوراق الموجودة داخل الإكليل الموجود على الوجه.
تتضمن الأدلة الحديثة أكثر من 50 رمز ينتمي إلى سلسلة باقة صو والعديد منها يحتوي على اختلافات كبيرة، بما في ذلك اتجاه القالب وسمك اللوحةوضربها على معادن مختلفة على سبيل المثال لا الحصر.

### أمثلة على الضرب الزائد
ذكر ماكلاتشلان أيضًا أنه كان على دراية بأمثلة لرموز بوكي صو التي ضربت فوق إصدارات الرموز السابقة، بما في ذلك أمثلة نحاسية لرمز Bust and Harp ورموز Tiffins. وقد اكتشفت دراسات أكثر حداثة لعملة الباقة أنواعًا إضافية لم تكن معروفة لعلماء العملات في القرن التاسع عشر، بما في ذلك إصدار واحد على الأقل سكه على عملات معدنية سكت سابقًا. تتضمن هذه بعض الأمثلة التي ضربت على رموز الحداد ربما في محاولة لتحويل الرموز "غير القابلة للتداول" إلى رموز الباقة الأكثر شعبية وقبولاً. وصف عالم العملات آر سي ويلي عددًا من أنواع الرموز الإضافية السابقة التي كانت "قد أصبحت قديمة عندما لم تعد البنوك تقبلها إلا بالوزن". لقد ذكر أمثلة إضافية لـبوكي صو التي ضربت على رمز بروك ورمز السفن والمستعمرات والتجارة ورمز سلوب.

## الفهرس
- Bell، Geoffrey (21 أبريل 2016). "Geoffrey Bell Auctions: Featuring the Richard Cooper Collection Part III". Geoffrey Bell Auctions.
- Breton، P. N. (1894). Illustrated History of Coins and Tokens Relating to Canada. P.N. Breton & Co.{{استشهاد بكتاب}}:  صيانة الاستشهاد: ref duplicates default (link)
- Cross، W. K. (2012). Canadian Colonial Tokens, 8th Edition. The Charlton Press. ISBN:978-0-88968-351-8.
- Courteau، Eugene (1908). The Canadian Bouquet-Sous. St Jacques.
- Denison، Merrill (1966). Canada's First Bank: A History of the Bank of Montreal, Volume One. McClelland and Stewart Ltd.
- Faulkner، Christopher (2017). Coins are Like Songs: The Upper Canada Coppers 1815–1841. Spink. ISBN:9-781907-427718.
- Grawey، Tim (17 أبريل 2018). "Colonial Tokens: What's in a name? Plenty when seeking rare Side View token". Canadian Coin News. ج. 56 ع. 1: 15.
- Grawey، Tim (1 نوفمبر 2016). "Colonial Tokens: Bouquet Sou overstrikes prove intriguing". Canadian Coin News. ج. 54 ع. 15: 8.
- Kleeberg، John M. (2009). Numismatic Finds of the Americas an Inventory of American Coin Hoards, Shipwrecks, Single Finds, and Finds in Excavations. American Numismatic Society. ISBN:978-0-89722-311-9. JSTOR:43607140. {{استشهاد بكتاب}}: تجاهل المحلل الوسيط |صحيفة= (مساعدة)
- McLachlan، R. W. (1886). Canadian Numismatics. {{استشهاد بكتاب}}: تجاهل المحلل الوسيط |صحيفة= (مساعدة)صيانة الاستشهاد: ref duplicates default (link)
- McLachlan، R. W. (1892). Coins Struck in Canada Previous 1840. J. Goemaere.{{استشهاد بكتاب}}:  صيانة الاستشهاد: ref duplicates default (link)
- Stanley، W. J. (Bill) (2018). 2019 Breton Tokens. Canadian Wholesale Supply.
- Willey، Robert C. (2011). The Annotated Colonial Coinages of Canada. PetchNet.

## روابط خارجية
- CoinsAndCanada.com: Bouquet - 1 sou 1838